# Розсипана сіль

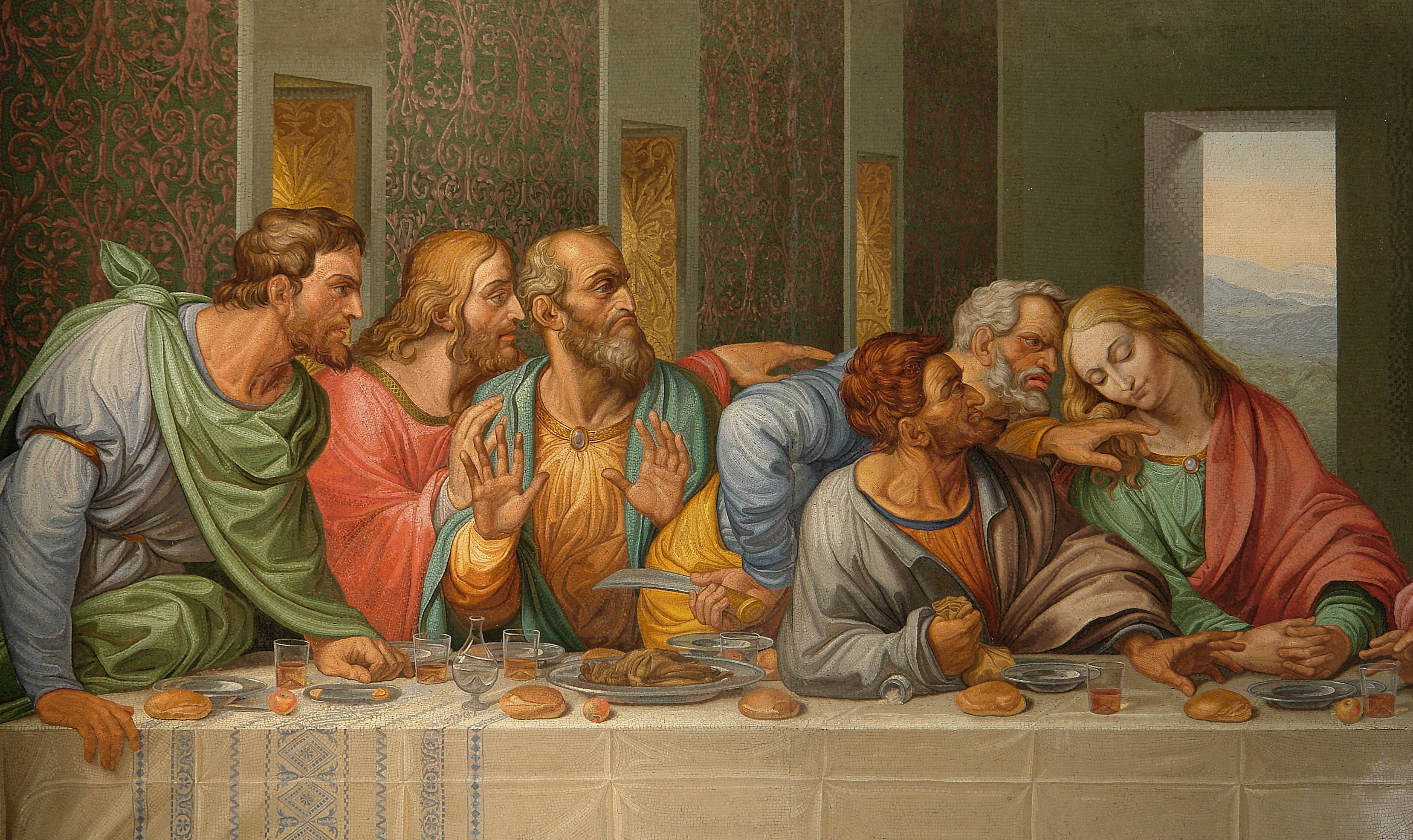
Фрагмент мозаїки Джакомо Рафаеллі, яка є копією картини «Таємна вечеря» Леонардо да Вінчі. Видно, як Юда Іскаріот випадково зачіпає передпліччям сільничку, розсипаючи сіль на стіл.

У європейських культурах поширений забобон, згідно з яким розсипання солі є лихою прикметою. Цей забобон є досить давнім і сягає часів давнього Риму. Одне з поширених пояснень виникнення цього вірування полягає в тому, що оскільки сіль у давні часи коштувала доволі багато, її берегли і цінували, тому змарнована сіль і дійсно могла призвести до сварки. Існують і інші гіпотези походження цього забобону.
Італійський гуманіст П'єро Валеріано Больцані стверджує у своїй книзі «Hieroglyphica» 1556 року, що у давнину сіль вважалася символом дружби через її довговічність і здатність підвищувати термін зберігання продуктів. Тому її було заведено ставити на стіл першою, щоб підкреслити дружність господаря до гостів, а розсипати сіль вважалося зловісною прикметою або знаком недобрих намірів. За словами Шарля Нодьє, у «примітивних культур» умисне розсипання солі значить відмову від надання захисту і гостинності незнайомцям, які здалися хазяїну підозрілими.
Існує легенда, згідно з якою Юда Іскаріот нібито випадково розсипав сіль під час Таємної вечері. У Євангеліях такий випадок не описаний, але цю сцену часто зображували на картинах, зокрема на «Таємній вечері» Леонардо да Вінчі. Втім, це може бути пов'язане з тим, що розсипання солі на той момент вже вважалося поганою прикметою.
Також слід згадати звичай сипати сіль на завойовану землю, щоб відлякати злих духів або переконатися, що в ній знову не зародилося життя. У цьому сенсі розсипання солі було символом руйнування та безпліддя.
Це повір'я поширене і в сучасні часи, причому існують варіанти того, яке саме нещастя викличе розсипана сіль, в залежності від того, в який день тижня та пору доби це сталося, наодинці або при інших людях, під час приготування їжі або її споживання, а також того, куди саме потрапила сіль — на стіл, підлогу, в їжу тощо. Забобонні люди вдаються до різноманітних методів, щоб відвернути лихо, яке нібито може накликати розсипання солі. Найпоширеніший метод захисту вимагає кинути пучку розсипаної солі через ліве плече — в обличчя чорту, який, згідно з іншим забобоном там ховається (з цих же причин тричі плюють саме через ліве плече). Також є варіант полити розсипану сіль вином (пролити вино вважається доброю прикметою).

## Виноски
1. ↑  Alper Gölbaş (1 січня 1970). Anadolu Kültür Oluşumunda Tuzun Rolü- The Role of Salt in the Formation of the Anatolian Culture | Alper Gölbaş. Academia.edu.
2. ↑  Bloch, David. Economics of NaCl: Salt made the world go round. Mr Block Archive.
3. ↑  Bloch, David. Salt and the evolution of money.
4. 1 2  Lawrence, R.M. (1898). The Magic of the Horseshoe. Houghton, Mifflin. с. 169.
5. ↑  The Gentleman's Magazine. № v. 242; v. 244. Bradbury, Evans. 1878. с. 716.
6. ↑  Ebenezer Cobham Brewer (27 вересня 2013). Brewer's Dictionary of Phrase and Fable 19th Edition. Quercus. ISBN 978-0-550-10764-0.
7. ↑  Welsh, Chris. Spilling Salt. Timeless Myths.